# Деканонизация

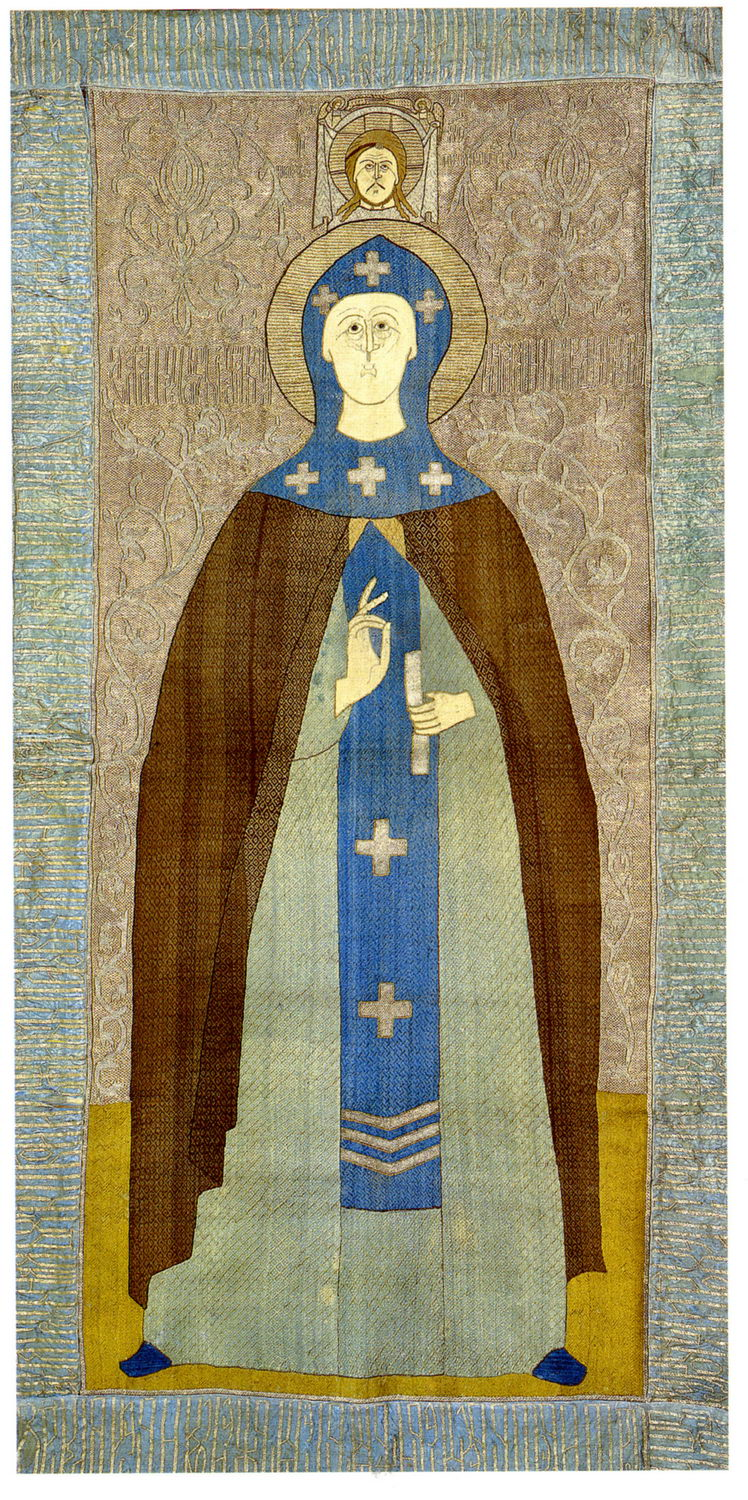
Икона преподобной Анны Кашинской, деканонизированной в 1678 году за двоеперстие.

Деканониза́ция (от лат. de- — приставка, выражающая отделение, устранение, лишение + лат. Canonizatio от греч. κανών — список, каталог) — исключение церковной властью имени какого-либо умершего человека из списка святых (обычно из церковного календаря), ранее в него включенного (канонизированного) и почитаемого. Исключение из списка святых может происходить в силу ранее ошибочной канонизации, либо в силу религиозной политики. Деканонизация означает, что с данного момента времени церковная власть запрещает людям обращаться с молитвою к деканонизированному лицу, и собор больше не считает деканонизированное лицо своим ходатаем к Богу и Небесным покровителем.
В нерелигиозной литературе и в бытовой речи термин «деканонизация» имеет иной смысл, он употребляется в значении — отказ от догматических канонов, развенчание претензий на непогрешимую истинность кого-либо или чего-либо.

## Православие
В царствование Алексея Михайловича возникает необычное для Церкви явление деканонизации, идущей вслед за изменением церковной политики. Ярким примером является случай благоверной княгини Анны Кашинской. Её деканонизация была проведена патриархом Иоакимом в 1677 году и утверждена Собором 1 января 1678 года — гроб святой был запечатан, молебны запрещены, церкви её имени были переименованы во имя Всех святых. Причиною деканонизации стала религиозная политика насильственного введения на Руси троеперстия вместо двоеперстия. Реформы, начавшиеся при Алексее Михайловиче, требовали политического и церковного размежевания с предыдущей традицией и национальной культурой. В первую очередь деканонизация коснулась лиц, чьи литературные труды либо агиографические сочинения противоречили новой религиозной политике. Было приостановлено почитание известного церковного писателя и переводчика преподобного Максима Грека. Соборно осуждено житие преподобного Евфросина, Псковского чудотвореца (1481), а сам он вычеркнут из церковного устава. В церковном Уставе 1682 исчезли памятные дни, связанные с 21 русским святым. В петровские времена было прекращено почитание виленских мучеников Иоанна, Антония и Евстафия, носивших бороды, пострадавших от гладко бритого князя-язычника.
По распоряжению Синода и епархиальных архиереев в синодальный период было прекращено празднование следующим местночтимым святым: около 1721—1723 годов — преподобному Корнилию Переяславскому († 1693); в 1722 году — блаженному Симону, Христа ради юродивому, Юрьевецкому († 1584); в 1745 году — благоверному князю Владимиру и княгине Агриппине Ржевским (до 1178 — ок. 1226); в 1746 году — благоверному князю мученику Феодору Стародубскому († 1330); вероятно, в 1746 году — мученику Василию Мангазейскому; в 1778, 1849 году — преподобному Савватию Тверскому († до 1434); в 1801 году — праведному Прокопию Устьянскому. Евгений Голубинский указывает: «Уставная запись, ведена ключарями Успенского собора между 1666—1743 годами, замечательная крайне малым количеством Русских святых, которым было празднуемо в соборе. Святых этих в записи всего 11». Всего исследователи насчитывают несколько десятков святых, в разное время запрещённых к почитанию с середины XVII до конца XIX века.
В XX веке ряд ранее деканонизированных святых вернули в церковный календарь. Широкий резонанс имело повторное прославление Анны Кашинской в 1909 году. Особенно плодотворным в этом плане оказалось правление Патриарха Пимена, когда восстановили почитание Иоанна Чеполосова, Владимира и Агриппины Ржевских и др. Однако большинство древнерусских подвижников, чьё почитание было прекращено во времена «борьбы с расколом», так и остались забытыми.
Общественный интерес к самой процедуре деканонизации и её обоснованности в Русской православной церкви значительно усилился в конце 2012 — начале 2013 годов в связи с тем, что из церковного календаря на 2013 год исчезли 36 имён новомучеников. Профессор МДА протоиерей Владислав Цыпин отмечает, что «процедура канонизации прописана и решении о канонизации может принять только Собор. Процедура деканонизации не только не прописана, но в церковных канонах нет даже такого слова».

## Католицизм
В Католической церкви было прекращено почитание Симона Трентского, канонизированного папой Римским Сикстом V. В 1965 году Второй Ватиканский собор Католической церкви отменил культ Симона Трентского, как основанный на злонамеренной мистификации, и удалил его имя из католической мартирологии. Вместе с тем, в Католической церкви нет процедуры деканонизации как таковой, поэтому в 1965 году его имя просто удалили из всех местных литургических календарей.
14 февраля 1969 года папа римский Павел VI апостольским письмом Mysterii Paschalis удалил из католического календаря имена ряда святых, основываясь на отсутствии документальных подтверждений их жизни:
- Телесфор, 5 января, добавлен в 1602 году, удален: первоначально праздник был праздником неизвестного мученика, который не был папой римским;
- Гигин, 11 января, добавлен в 12 веке, удален; не мученик, и дата его смерти неизвестна;
- Марий, Марта, Аввакум и Аудифакс, 19 января, добавлены в 9 веке, удалены: о них ничего не известно, кроме их имён и места захоронения;
- Дорофея, 6 февраля, добавлена в 13 веке, удалена: её деяния совершенно невероятны;
- Фаустин и Иовита, 15 февраля, добавлены в 13 веке, удалены: их деяния совершенно невероятны;
- Луций I, 4 марта, добавлен в 1602 году, удалён: не мученик;
- Сорок мучеников, 10 марта, добавлено в 12 веке, удалено: было поднято много вопросов о достоверности их жития;
- Аникет, 17 апреля, добавлен в 12 веке, удален: не мученик, и дата его смерти неизвестна;
- Сотер и Гай, 22 апреля, добавлены в 13 веке, удалены: не мученики, и дата смерти первого неизвестна;
- Клет и Марцеллин, 26 апреля, добавлено в 13 веке, удалены: Клет, похоже, не был мучеником; дата его смерти неизвестна, а дата Марцеллина оспаривается;
- Бонифаций (мученик), 14 мая, удалено: Страсти святого Бонифация Тарсского совершенно невероятны;
- Урбан I, 25 мая, удалено: этот мученик на самом деле не был папой римским;
- Елевферий, 26 мая, удалено: не мученик, и дата его погребения неизвестна;
- Феликс I, 30 мая, удалено: мученик, которого древние литургические книги чествовали в этот день, не был папой римским;
- Василид, Кирин, Набор и Назарий[англ.], 12 июня, удалено: их страсть совершенно невероятна;
- Семь святых братьев, 10 июля, удалено: их страсть совершенно невероятна, и на самом деле этот день был посвящен четырём различным поминовениям;
- Пий I, 11 июля, удалено: не мученик, и дата его смерти неизвестна;
- Алексий, 17 июля, удалено: его жизнь сказочна;
- Симфороза и её семеро сыновей, 18 июля, удалено: их действия не заслуживают доверия и считаются имитацией Страстей Святой Фелиситас и ее семерых сыновей.;
- Маргарита Антиохийская, 20 июля, удалено: деяния святой Маргариты или Марины совершенно невероятны;
- Виктор I, 28 июля, удалено: не мученик, и дата его смерти неизвестна;
- Зефирин, 26 августа, удалено: не мученик, и дата его смерти неизвестна;
- Двенадцать святых братьев, 1 сентября, удалено: их деяния невероятны; эти мученики, пострадавшие в разных местах Лукании, не были кровными братьями;
- Лукия и Геминиан[англ.], 16 сентября, удалено: дублирует праздник святой Лукии 13 декабря, в то время как Геминиан, по-видимому, просто вымышлен;
- Евстафий и спутники, 20 сентября, удалено: страсти святого Евстафия полностью сказочны;
- Лин, 23 сентября, удалено: день его смерти неизвестен, и он, похоже, не мученик;
- Киприан и Иустина, 26 сентября, удалено: вымышленные персонажи;
- Плакида и сподвижники, 5 октября, добавлено в 1588 году, удалено: принято считать, что святой Плакида, ученик святого Бенедикта, отличается от этого неизвестного сицилийского мученика;
- Сергий, 8 октября, удалено: преданность ему не является частью римской традиции;
- Маркелл[англ.], 8 октября, удалено: преданность ему не является частью римской традиции;
- Вакх и Апулей, 8 октября, удалено: жизнь каждого из них совершенно сказочна;
- Урсула и спутницы, 21 октября, удалено: их страсть совершенно невероятна; даже имена святых девственниц, убитых в Кёльне в неопределённое время, неизвестны.
- Трифон, Респиций и Нимфа, 10 ноября, удалены: ничего не известно об этих мучениках, ни один из которых не был из Рима;
- Екатерина, 25 ноября, удалено: Страсти святой Екатерины совершенно невероятны, и о ней нельзя сказать ничего определённого.
- Варвара, 4 декабря, удалено: её деяния совершенно невероятны, и среди ученых существует много разногласий по поводу того, где она приняла мученическую смерть.

## Англиканство
16 ноября 1538 года Генрих VIII издал прокламацию, в которой говорилось, что «все изображения Томаса Бекета должны быть „уничтожены“, а все упоминания о нем в календаре и служебной книге должны быть стёрты».
В 1966 году англиканской церкви был исключен из книг местночтимых святых Хью Линкольнский.